# Le Beulay
Le Beulay és un municipi francès, situat al departament dels Vosges i a la regió del Gran Est. L'any 2007 tenia 102 habitants.

## Demografia

### Població
El 2007 la població de fet de Le Beulay era de 102 persones. Hi havia 32 famílies, de les quals 4 eren unipersonals (4 homes vivint sols), 12 parelles sense fills, 12 parelles amb fills i 4 famílies monoparentals amb fills.
La població ha evolucionat segons el següent gràfic:
Habitants censats

### Habitatges
El 2007 hi havia 45 habitatges, 39 eren l'habitatge principal de la família, 4 eren segones residències i 2 estaven desocupats. 44 eren cases i 1 era un apartament. Dels 39 habitatges principals, 36 estaven ocupats pels seus propietaris i 3 estaven llogats i ocupats pels llogaters; 3 tenien tres cambres, 10 en tenien quatre i 26 en tenien cinc o més. 15 habitatges disposaven pel capbaix d'una plaça de pàrquing. A 20 habitatges hi havia un automòbil i a 17 n'hi havia dos o més.

### Piràmide de població
La piràmide de població per edats i sexe el 2009 era:
| Homes | Edats   | Dones |
| ----- | ------- | ----- |
| 0     | 95 o +  | 0     |
| 0     | 90 a 94 | 0     |
| 0     | 85 a 89 | 0     |
| 0     | 80 a 84 | 0     |
| 0     | 75 a 79 | 4     |
| 0     | 70 a 74 | 0     |
| 4     | 65 a 69 | 4     |
| 0     | 60 a 64 | 4     |
| 0     | 55 a 59 | 0     |
| 12    | 50 a 54 | 8     |
| 0     | 45 a 49 | 4     |
| 8     | 40 a 44 | 0     |
| 4     | 35 a 39 | 8     |
| 8     | 30 a 34 | 0     |
| 0     | 25 a 29 | 4     |
| 16    | 20 a 24 | 0     |
| 8     | 15 a 19 | 0     |
| 8     | 10 a 14 | 4     |
| 0     | 5 a 9   | 0     |
| 8     | 0 a 4   | 0     |

## Economia
El 2007 la població en edat de treballar era de 72 persones, 49 eren actives i 23 eren inactives. De les 49 persones actives 43 estaven ocupades (27 homes i 16 dones) i 6 estaven aturades (4 homes i 2 dones). De les 23 persones inactives 10 estaven jubilades, 5 estaven estudiant i 8 estaven classificades com a «altres inactius».
Activitats econòmiques
Dels 3 establiments que hi havia el 2007, 1 era d'una empresa de construcció, 1 d'una empresa d'informació i comunicació i 1 d'una entitat de l'administració pública.

## Poblacions més properes
El següent diagrama mostra les poblacions més properes.